# Leucophenga montana
Leucophenga montana är en tvåvingeart som beskrevs av Wheeler 1952. Leucophenga montana ingår i släktet Leucophenga och familjen daggflugor. Inga underarter finns listade i Catalogue of Life.